# Javed Miandad
Mohammad Javed Miandad Khan (* 12. Juni 1957 in Karatschi), besser bekannt als Javed Miandad (Urdu جاوید میانداد), ist ein ehemaliger pakistanischer Cricketspieler. Bei 34 Tests und 62 One-Day International Matches (ODIs) war er Kapitän des pakistanischen Cricketteams.

## Karriere
Javed Miandad absolvierte während seiner Karriere insgesamt 124 Tests für das pakistanische Nationalteam, bei denen er insgesamt 8832 Runs beziehungsweise 52,57 Runs pro Wicket erzielte. Damit ist er neben Mohammad Yousuf und Younis Khan einer von nur drei pakistanischen Batsmen, die bei Tests mindestens 50 Runs pro Wicket erreicht haben.
Bei seinem Testdebüt 1976 gegen Neuseeland in Lahore erzielte er 163 Runs. In derselben Testserie erzielte Miandad in Karachi 206 Runs. Zu diesem Zeitpunkt war er 19 Jahre und 140 Tage alt. Javed Miandad ist somit bis heute der jüngste Spieler, der bei einem Test mindestens 200 Runs erzielen konnte. Seinen letzten Test für Pakistan absolvierte er im Dezember 1993 gegen das Team aus Simbabwe.
Während seiner Karriere nahm Javed Miandad zudem für das pakistanische Team an 233 ODIs teil, bei denen er insgesamt 7.381, beziehungsweise 41,70 Runs pro Wicket erreichte. Als legendär gilt seine Leistung im Finale des Australasia Cup 1986 gegen Indien. Pakistan benötigte vier Runs und hatte nur noch einen Ball zur Verfügung. Miandad gelang ein Sixer und Pakistan gewann das Turnier. Er ist bis heute neben Fawad Alam, Zaheer Abbas und Mohammad Yousuf einer von nur vier pakistanischen Spielern, die bei ODIs im Durchschnitt mindestens 40 Runs pro Wicket haben.
Javed Miandad nahm mit dem pakistanischen Team an sechs Cricket Weltmeisterschaften (1975, 1979, 1983, 1987, 1992 und 1996) teil. Bei 33 WM Matches erzielte er insgesamt 1083 Runs (43.32 Runs pro Wicket). Drei Mal erreichte er mit seinem Team das Halbfinale (1979, 1983 und 1987). 1992 konnte Javed Miandad mit seinem Team den ersten und bis heute einzigen Titel für Pakistan gewinnen.

## Sonstiges
1982 wurde Javed Miandad zu einem der fünf Wisden Cricketer of the Year gewählt. Im Jahr 2009 wurde er in die ICC Cricket Hall of Fame aufgenommen.